# Joachim Andreas von Schlick
Joachim Andreas von Schlick, comte de Passaun et Weisskirchen (né à Ostrov nad Ohří, Prague le 9 septembre 1569 - exécuté à Prague le 21 juin 1621) était l'un des chefs de file des États protestants du royaume de Bohême. Protagoniste, avec d'autres parlementaires, de la Défenestration de Prague (1618), il fut décapité à la suite de la défaite des protestants lors de la bataille de la Montagne Blanche, au début de la Guerre de Trente Ans.